# 3001: Poslední vesmírná odysea
3001: Poslední vesmírná odysea (anglicky 3001: The Final Odyssey) je závěrečný díl ze série Vesmírná odysea od britského autora Arthura C. Clarka. Kniha byla vydána v roce 1997.

## Námět
Námětem románu je postava astronauta Franka Pooleho, který byl během výpravy v prvním dílu zabit počítačem HALem 9000. Jeho tělo je objeveno na orbitální dráze kolem Slunce a tak je odchycen a s vyspělou technologií budoucí společnosti opět přiveden k životu. Rovina příběhu se pak točí kolem života na Europě a snaze monolitů (či entit, které za nimi stojí) vyhubit lidstvo.

## Postavy
- Frank Poole
- profesor Anderson
- Daniel
- dr. Indra Wallaceová
- Ted Khan
- kapitán Dimitri Chandler (Dim)
- HALMAN - Dave Bowman a HAL